# Killian Verschuren
Killian Verschuren (Aurillac, 20 oktober 2002) is een professioneel Frans wielrenner die rijdt voor het Franse team Unibet Tietema Rockets.

## Carrière
In 2019 werd Verschuren vijfde in het door Kévin Vauquelin gewonnen nationale kampioenschap voor junioren. In 2021 maakte hij de overstap naar Team U Nantes Atlantique, een ploeg op het hoogste amateurniveau in Frankrijk. Vroeg in het seizoen raakte hij betrokken bij een zwaar scooterongeluk en brak hij beide knieschijven, waarna hij pas in juli zijn rentree kon maken.
In 2023 behaalde Verschuren meerdere ereplaatsen in het Franse amateurcicruit en werd hij nationaal amateurkampioen. Vanwege die prestaties mocht hij aan het einde van dat jaar stage lopen bij AG2R Citroën. Het jaar erna maakte hij de overstap naar de opleidingsploeg van dat team. In mei 2024 won hij de tweede rit in de Alpes Isère Tour. De leiderstrui die hij daaraan overhield raakte hij pas in de slotrit kwijt aan Jarno Widar. Verschuren werd vierde in het eindklassement. Later die maand werd hij, namens de hoofdmacht van de ploeg, twintigste in de Mercan'Tour Classic Alpes-Maritimes. In de Ronde van Italië voor beloften eindigde hij op de elfde plek, op ruimn driënhalve minuut van winnaar Widar. Een maand later was hij de beste jongeren in de Ronde van de Ain, waar hij wederom met de hoofdmacht aan deelnam. Eind september werd bekend dat Verschuren vanaf 2025 prof zou worden bij het Franse Unibet Tietema Rockets. In dit team zal hij tot eind 2026 vertroeven.

## Overwinningen
2024
2e etappe Alpes Isère Tour
Jongerenklassement Ronde van de Ain

## Ploegen
- 2023 –  AG2R Citroën Team (stagiair vanaf 1 augustus)
- 2024 –  Decathlon AG2R La Mondiale Development Team
- 2025 –  Unibet Tietema Rockets

Baudin · Berthet · Bonnamour · Bouchard · Cherel · Cosnefroy · Dewulf · Gall · Gautherat · Godon · Hänninen · Labrosse (Vanaf 1/8) ·  Lapeira · L. Naesen · O. Naesen · O'Connor · A. Paret-Peintre · V. Paret-Peintre · Peters · Prodhomme · Raugel · Retailleau · Sarreau · Schär · Touzé · Tronchon · Van Avermaet · Vendrame · Venturini · Warbasse · Chaussinand (stagiair) · Veistroffer (stagiair) · Verschuren (stagiair)
Bloem · Bomboi · Budding · Carboni · Christophersen · de Vries · Eiking · Geleijn · Huens · Huyet · Inkelaar · Johannink · Kopecký · Kubiš · Kyffin · Loockx · Maire · Meris · Mouris · Nielsen · Paige · Stockman · Stokbro · Ťoupalík · Verschuren